# David Boysen
David Katz Boysen (Herlev, 30 aprile 1991) è un ex calciatore danese, di ruolo attaccante.

## Carriera
Nel 2012, il club israeliano dell'Hapoel Tel Aviv ha tentato di acquistare Boysen e il difensore svizzero Guillaume Katz in prestito, dato che il club stava cercando di rafforzare la propria squadra con calciatori ebrei.
Boysen ha firmato con il Brøndby IF il 25 gennaio 2016.

## Palmarès

### Club

#### Competizioni nazionali
- 1. Division: 1

Lyngby: 2015-2016